# Prizemljeni Sunčev sustav
Prizemljeni Sunčev sustav, ambijentalna umjetnička instalacija koju tvore Prizemljeno sunce Ivana Kožarića i Devet pogleda Davora Preisa. Instalacija je nastala po ideji potonjeg umjetnika koji ju je izradio 2004. godine uklopivši u nju Kožarićevo djelo, tj. njegovu repliku koja je od 1994. trajno postavljena u Bogovićevoj ulici, te dodavši svojih devet prizemljenih planeta nazvanih Devet pogleda. Preisovi su planeti kugle od nehrđajućeg čelika čiji su promjeri određeni uvažavajući promjer Kožarićeve skulpture (2,0 m). Osim toga čelične skulpture planeta postavljene su na razmjernim udaljenostima od Kožarićeva Sunca tako da svaka od njih zorno odražava stvarne udaljenosti pojedinih planeta od njihove središnje zvijezde, Sunca.
Planeti se nalaze na sljedećim lokacijama i udaljenostima:
- Merkur – Margaretska ul. 3;  udaljen 88 metara od Sunca
- Venera – Trg bana Josipa Jelačića 3;  udaljen 167,5 metara od Sunca
- Zemlja – Varšavska ul. 9;  udaljen 211 metara od Sunca
- Mars – Tkalčićeva ul. 21; udaljen 319 metara od Sunca
- Jupiter – Voćarska ul. 71; udaljen 1194 metra od Sunca
- Saturn – Račićeva ul. 1: udaljen 2170 metara od Sunca
- Uran – na garažnoj građevini preko puta adrese Siget 9; udaljen 4150 metara od Sunca
- Neptun – Kozari 17 (naselje Kozari bok); udaljen 6570 metara od Sunca
- Pluton – Aleja Bologne, na nosivom stupu podvožnjaka; udaljen 8880 metara od Sunca. Nepoznati vandali otrgnuli su ga s instalacije, ali ploča je i dalje ondje. (Instalacija je napravljena prije nego što je Pluton degradiran u patuljasti planet.)

## Galerija
- Sunce
- Merkur
- Venera
- Zemlja
- Mars
- Jupiter
- Saturn
- Uran
- Neptun
- Pluton

## Vanjske poveznice
- Prizemljeni planeti – lokacije svih planeta
- fotografije planeta  Arhivirana inačica izvorne stranice od 30. lipnja 2013. (Wayback Machine) – servis Panoramio, vidljive i na Google Earthu

## Više informacija
- Švedski Sunčev sustav